# Helmut Walcha
(Helmut Walcha)
Helmut Walcha (Lipsia, 27 ottobre 1907 – Francoforte sul Meno, 11 agosto 1991) è stato un organista, clavicembalista e compositore tedesco.
Walcha è principalmente noto come interprete delle opere per organo di Johann Sebastian Bach, di cui pubblicò due integrali (1947-52 e 1956-71) per la Archiv Produktion; di Bach produsse anche apprezzate registrazioni delle opere per o inclusive del clavicembalo e all'organo registrò anche opere di altri compositori barocchi, come Buxtehude e Sweelinck.

## Biografia
Affetto fin da bambino da una grave malattia agli occhi, conseguenza di una vaccinazione contro il vaiolo, non ebbe modo di manifestare le sue grandi doti musicali fino all'età di tredici anni, quando venne avviato allo studio della musica su consiglio di un amico di famiglia. Nell'aprile del 1922 superò l'esame di ammissione al corso di organo del conservatorio di Lipsia, allievo di Günther Ramin (che circa due decenni dopo sarebbe stato Maestro di un altro insigne organista e clavicembalista, specialista anch'egli di Bach: Karl Richter). Quasi subito, studiando l'Orgelbüchlein, restò affascinato dalla bellezza e dalla profondità della musica di Johann Sebastian Bach.
Nel frattempo la sua forte miopia si trasformò, intorno ai sedici anni, in una cecità quasi completa. Per questo motivo era costretto, dopo aver decifrato con molta difficoltà la parte scritta, ad imparare il brano a memoria. Questa pratica ha sviluppato da un lato il suo approccio spirituale con la musica, e dall'altro la sua capacità di improvvisare. Nel 1927 si diplomò in organo presso il Dipartimento di musica sacra del conservatorio di Lipsia, lavorando subito dopo alla Thomaskirche come assistente di Ramin.
Tra il 1926 e il 1929 ha sostituito Ramin nel ruolo di organista titolare della Thomaskirche, posto che era stato occupato anche da Bach. Tra il 1929 e il 1944 è stato organista della Friedenskirche a Francoforte sul Meno, e ha insegnato dal 1933 al conservatorio "Hoch". Nel 1938 ha ottenuto la cattedra per l'insegnamento dell'organo nel conservatorio di Francoforte. Nel 1947 ha assunto il ruolo di direttore dell'Institut für Kirchenmusik presso il conservatorio di Francoforte, e nel periodo 1946-81 è stato organista nella chiesa dei Tre Re (Dreikönigskirche) a Francoforte.
Le esecuzioni di Walcha relative al repertorio per organo bachiano erano praticamente complete già nel 1947, avendo egli memorizzato l'intero repertorio. In quel periodo inizia a registrarne l'integrale per la Archiv Produktion (Deutsche Grammophone/Polydor International) sull'organo della chiesa di San Giacomo a Lubecca, e sull'Organo della chiesa dei Santi Pietro e Paolo a Cappel, tutto in monofonia. Esistono anche incisioni delle maggiori opere di Bach per clavicembalo: Suite Francesi, Suite Inglesi, Partite, Invenzioni a due e tre voci, Variazioni Goldberg, il Concerto Italiano, Ouverture Francese, Fantasia Cromatica e Fuga, e Clavicembalo ben temperato (in mono, sul suo cembalo Ammer). Insieme a Henryk Szeryng ha inoltre registrato le sei Sonate per violino e cembalo.
Poco dopo l'introduzione della tecnica stereofonica, Walcha ha registrato per la Archiv l'opera completa per organo di Bach per la seconda volta, parte sull'organo della chiesa di San Lorenzo ad Alkmaar, nei Paesi Bassi, e parte all'organo Silbermann della chiesa protestante di Saint-Pierre-le-Jeune a Strasburgo. Queste incisioni includono L'arte della fuga, con il completamento della fuga finale scritto da lui stesso. Anche Il clavicembalo ben temperato è stato registrato nuovamente in stereofonia, utilizzando due strumenti storici: per la prima parte, incisa nel 1973, un Jan Ruckers il Giovane del 1740, e per la seconda parte, incisa nel 1974, un Jean-Henry Hemsch del 1756.
Nel 1975 Walcha ha effettuato l'ultimo tour all'estero, e nel 1981 ha dato l'addio all'attività concertistica, che lo aveva portato ad esibirsi in 80 città della Germania e 45 del resto d'Europa.
Oltre all'esecuzione delle opere di Bach, vanno ricordate le sue interpretazioni di musiche organistiche da Sweelinck a Buxtehude. Walcha ha rivisto partiture di Johann Sebastian Bach e di Georg Friedrich Händel, e ha scritto anche propri preludi corali e studi di organo a carattere didattico, musicale e scientifico.

## Composizioni
I preludi corali per organo di Walcha sono pubblicati dalle edizioni Peters:
- vol. 1 - 25 Choralvorspiele - EP 4850;
- vol. 2 - 20 Choralvorspiele - EP 4871;
- vol. 3 - 24 Choralvorspiele - EP 5999;
- vol. 4 - 19 Choralvorspiele und Postludium - EP 8413
- Konzert für organo und orchestra
- Duplum für cembalo und organo
- 5 Stücke für violine und orgel
- Preludium, Canzona und Rondò für violine und orgel

## Discografia
- Johann Sebastian Bach, The Organ Works/Opere per org. - Walcha, 1956/1971 Archiv Produktion (box set in 12 CD)
- Johann Sebastian Bach, Le Clavier bien témpére, Inventions, Variations Goldberg (EMI, box-set in 5 CD)
- Bach, Arte della fuga/Triosonate/Toccate e fughe - Walcha, 1956 Deutsche Grammophon
- Bach, Comp. per organo - Walcha, Deutsche Grammophon
- Bach, Corali org./Toccata/Trioson. - Walcha, Deutsche Grammophon
- Buxtehude: Organ Works, Passacaglia, BuxWV 161 - Helmut Walcha, 1989 Deutsche Grammophon
- Helmut Walcha, Chorale Preludes, vol. 1 & 2, Wolfgang Rübsam (Naxos)